# Carl Dahlström (politiker)
Carl Herman Dahlström (i riksdagen kallad Dahlström i Knäppinge), född 27 april 1877 i Västra Eds församling, Kalmar län, död 12 juni 1948 i Hyltinge församling, Södermanlands län, var en svensk smed och riksdagsman (socialdemokrat).
Dahlström var ledamot av riksdagens första kammare från 1937. Han var även landstingsledamot.